# Ат-Тахера
Ат-Тахера (Ат-Тахира, церковь Непорочного Зачатия Пресвятой Девы Марии, араб. كنيسة الطاهرة الكبرى‎) — кафедральный собор архиепархии Мосула Сирийской католической церкви в Мосуле, в мухафазе Найнава, на севере Ирака. Церковь построена в 1859—1862 гг. Освящена в честь Непорочного зачатия Пресвятой Девы Марии. Разрушена в значительной степени во время оккупации Мосула «Исламским государством» в 2014—2017 гг.
Церковь расположена в Старом городе на холме близ реки Тигр в окружении других церквей и мечетей. Рядом с «новой» сиро-католической церковью Ат-Тахера находятся ещё три одноимённых церкви: сиро-яковитская православная церковь, армянская апостольская церковь и древняя сиро-католическая церковь в районе Аль-Кала.
10 июня 2014 года Мосул оккупирован «Исламским государством». 24 марта 2016 года начата операция по освобождению Мосула. 10 июля 2017 года Мосул освободили.
Во время оккупации церковь в значительной степени разрушили. Монастырь при церкви был разграблен и разорён. В рамках флагманской инициативы ЮНЕСКО «Возрождение духа Мосула» и объявления 2019 года «Годом толерантности» в ОАЭ планируется восстановление церквей Ат-Тахера (или древней одноимённой церкви) и Ас-Саа'а.